# Arenas de San Pedro (Comarca)
Die Comarca Arenas de San Pedro ist eine der fünf Comarcas in der Provinz Ávila der autonomen Gemeinschaft Kastilien und León.
Sie umfasst 24 Gemeinden auf einer Fläche von 1.160,94 km² mit dem Hauptort Arenas de San Pedro.

## Gemeinden
| Gemeinde                    | Einwohner (2024) | Fläche km² | Dichte Einw./km² | Cod INE | Postleitzahl |
| --------------------------- | ---------------- | ---------- | ---------------- | ------- | ------------ |
| La Adrada                   | 2.796            | 58,67      | 48               | 05002   | 05430        |
| El Arenal                   | 978              | 27,08      | 36               | 05013   | 05416        |
| Arenas de San Pedro         | 6.438            | 194,62     | 33               | 05014   | 05400        |
| Candeleda                   | 5.031            | 213,91     | 24               | 05047   | 05480        |
| Casavieja                   | 1.394            | 39,25      | 36               | 05054   | 05450        |
| Casillas                    | 669              | 11,96      | 56               | 05055   | 05428        |
| Cuevas del Valle            | 517              | 19,17      | 27               | 05066   | 05414        |
| Fresnedilla                 | 97               | 24,52      | 4                | 05075   | 05427        |
| Gavilanes                   | 529              | 29,16      | 18               | 05082   | 05460        |
| Guisando                    | 474              | 38,33      | 12               | 05089   | 05417        |
| Higuera de las Dueñas       | 270              | 34,96      | 8                | 05095   | 05427        |
| El Hornillo                 | 280              | 23,27      | 12               | 05100   | 05415        |
| Lanzahíta                   | 788              | 33,67      | 23               | 05110   | 05490        |
| Mijares                     | 731              | 46,96      | 16               | 05127   | 05461        |
| Mombeltrán                  | 916              | 49,92      | 18               | 05132   | 05410        |
| Navahondilla                | 353              | 22,07      | 16               | 05156   | 05429        |
| Pedro Bernardo              | 758              | 69,01      | 11               | 05182   | 05470        |
| Piedralaves                 | 2.150            | 55,25      | 39               | 05187   | 05440        |
| Poyales del Hoyo            | 487              | 3,38       | 144              | 05189   | 05492        |
| San Esteban del Valle       | 734              | 39,35      | 19               | 05207   | 05412        |
| Santa Cruz del Valle        | 304              | 29,62      | 10               | 05221   | 05413        |
| Santa María del Tiétar      | 553              | 11,95      | 46               | 05227   | 05429        |
| Sotillo de la Adrada        | 5.003            | 43,26      | 116              | 05240   | 05420        |
| Villarejo del Valle         | 314              | 41,60      | 8                | 05262   | 05413        |
| Comarca Arenas de San Pedro | 32.564           | 1.160,94   | 28               | –       | –            |